# Donald Eugene Chambers
Donald „Don“ Eugene Chambers (* 23. November 1930; † 18. Juli 1999 in El Paso, Texas; Spitzname: Mother) war ein US-amerikanischer Rocker und der Gründer des Motorcycle Clubs Bandidos. Nach seiner Rückkehr aus dem Vietnamkrieg gründete er 1966 den Club  in San Leon, Texas. Später wurde er wegen Mordes an zwei Drogendealern verurteilt und verbüßte bis zu seiner Haftentlassung 1983 eine lebenslange Freiheitsstrafe.

## Leben
Chambers diente als Marine im Vietnamkrieg. Als er nach dem Krieg nach Texas zurückkehrte, wurde er Mitglied mehrerer Motorcycle Clubs, die jedoch seinem Geschmack nach zu harmlos waren. Chambers gründete daher im März 1966 in San Leon seinen eigenen Club, die Bandidos. Die Farben Rot und Gold wählte er als Reminiszenz an seine Zugehörigkeit zum Marine Corps. Zwei Jahre später gründete er das zweite Chapter in Corpus Christi (Texas).
1972 entführte Chambers zusammen mit Jesse „Deal“ Fain und Ray Vincente die beiden Drogendealer Marley Leon und Preston LeRay Tarve in El Paso, Texas. Die beiden hatten den Bandidos Natriumcarbonat anstelle von Methamphetaminen verkauft. Sie fuhren die beiden Dealer in die Wüste nördlich von El Paso und zwangen sie, ihr eigenes Grab zu schaufeln. Anschließend erschossen sie die beiden Männer mit Schrotflinten und steckten ihre Leichen in Brand. Chambers, Deal und Vincente wurden des Mordes angeklagt und alle drei durch Zeugenaussagen als Täter identifiziert. Alle drei Männer erhielten lebenslange Freiheitsstrafen.
Nachdem Chambers ins Gefängnis gekommen war, wurde Ronald Jerome Hodge, ebenfalls ein Ex-Marine, zum Nationalpräsidenten der Bandidos ernannt. Hodge war vorher als „Mr. Prospect“ bekannt, weil er erst einen Monat zuvor Vollmitglied wurde. In Anlehnung an Chambers Spitznamen „Mother“ (deutsch ‚Mutter‘) wurde er nach der Ernennung „Stepmother“ (deutsch ‚Stiefmutter‘) genannt.
1983 wurde Chambers aus seiner Haft entlassen und verließ den Club. Er ließ sich in El Paso nieder, wo er am 18. Juli 1999 verstarb.